# Cecidomyia umbra
Cecidomyia umbra är en tvåvingeart som beskrevs av Walker 1856. Cecidomyia umbra ingår i släktet Cecidomyia och familjen gallmyggor. Inga underarter finns listade i Catalogue of Life.